# 北极星号远征探险

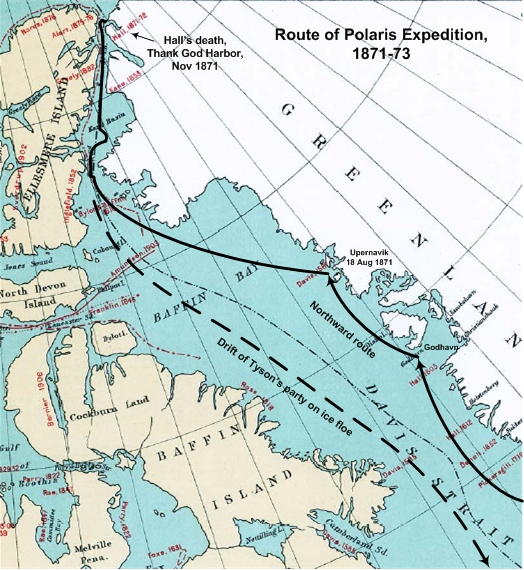
北极星号远征探险路线 1871–73

1871年的北极星号远征，是由美国政府资助，在美国人查尔斯·弗朗西斯·霍尔带领下，一次探索北极点的行动。在此之前，英国海军军官威廉·爱德华·派瑞在1827年到达北纬82°45′，而本次行动也成为最早尝试到达北极点的探险之一。霍尔希望成为第一个到达北极点的人，然而他缺乏领导能力，队伍里也充满了抗命和渎职的行为，最终远征失败。
按照霍尔的指令，北极星号于1871年6月从纽约启程。到了10月，格陵兰岛已是冬天，船员在其北部的海岸为驶向北极点做准备。在一次雪橇探路后，霍尔回到船上，立即病倒了。他死前曾指控，有船员要毒死他。1968年他的尸体被挖掘出来，研究发现，他在死前两周曾摄入大量的砷。
值得一提的是，这次远征到达了北纬82°29'，成为当时的一项记录。在向南返航的途中，19名船员脱离北极星号，在浮冰上6个月漂流了2900公里后被救。1872年10月，受损的北极星号在格陵兰的埃塔搁浅，最终损毁。剩余船员度过寒冬，在第二年夏天被救。海军调查委员会研究了霍尔的死因，但最终没有发起诉讼。

## 延伸阅读
- Henderson, Bruce. Fatal North: Adventure and Survival Aboard USS Polaris, The First U.S. Expedition to the North Pole. NAL Hardcover (2001). ISBN 0-451-40935-3
- Heighton, Steven. "Afterlands". Houghton Mifflin (February 6, 2006). ISBN 0-618-13934-6

## 研究资源
- Scrapbooks（页面存档备份，存于） on the Polaris Expedition held at the American Geographical Society Library, UW Milwaukee